# Get Stoned
«Get Stoned» es el primer sencillo grabada por la banda de rock estadounidense Hinder, lanzado en 2005 por Universal Music Group Recordings. Se llegó al número 4 en el Billboard Mainstream Rock Tracks gráfico en el Estados Unidos.  Fue el iTunes gratis la canción de la semana en el verano de 2005. Fue lanzado en julio de 2005 por Universal Records como el primer sencillo de su álbum de debut, Extreme Behavior.

## Listado de canciones
Todas las canciones escritas y compuestas por Hinder. 
| N.º | Título       | Duración |  |
| 1.  | «Get Stoned» | 3:38     |  |

## Posicionamiento
| Listas (2005)                                 | Posición |
| --------------------------------------------- | -------- |
| U.S. Billboard Bubbling Under Hot 100 Singles | 4        |
| U.S. Billboard Hot Mainstream Rock Tracks     | 4        |
| U.S. Billboard Hot Modern Rock Tracks         | 37       |
| UK Singles Chart                              | 138      |